# Stormwind
Stormwind war eine deutsche Heavy-Metal-Band, welche im Jahr 1980 in Düsseldorf gegründet wurde.

## Geschichte
Im Februar 1980 gründeten die Schulfreunde Niko Arvanitis (Gitarre) und Rudi Kronenberger (Gitarre und Keyboards), die sich seit 1977 kannten, die Heavy-Metal-Band Stormwind. Bald fanden sie in Olly Kliem, ebenfalls ein Schulfreund, einen geeigneten Schlagzeuger und fingen an, eigene Lieder zu komponieren.
Im Mai 1983 entstanden die ersten Demo-Aufnahmen, wobei der Band gegen Ende des Jahres eine Auflösung drohte, da sich Gitarrist Rudi Kronenberger, aufgrund des ausbleibenden musikalischen Erfolges, dazu entschloss Stormwind zu verlassen. Daraufhin verließen der damalige Bassist und der Sänger (beide Aushilfsmusiker für die Studioarbeiten zu den Demos) die Gruppe.
Zu diesem Zeitpunkt traf Niko Arvanitis auf den deutschen Heavy-Metal-Sänger Udo Dirkschneider (Accept). Dirkschneider vermittelte Anfang Januar 1984 Sänger Klaus Lemm an Stormwind und zugleich kam Gitarrist Wolla Böhm (vormals bei Snakebite) mit zur Band. Nach einiger Zeit ließ sich Rudi Kronenberger, der inzwischen Bassist (Künstlername „Rudy Kay“) geworden war, überzeugen, erneut bei Stormwind einzusteigen.
Das heute nicht mehr existierende deutsche Heavy Metal Magazin „Desaster“ veröffentlichte in der Ausgabe August 1984 einen ausführlichen Artikel über Stormwind. Ihr Bandmanager kontaktierte Ferdinand Köther in Bochum, der die Band nach einem Besuch im Proberaum sofort auf seinem Label Wishbone Records zwecks Produktion eines Albums unter Vertrag nahm.
Im März 1985 erschien das Debütalbum von Stormwind unter dem Titel Taken by Storm, das trotz mäßiger Aufnahmequalität von der Fachpresse gute Kritiken erhielt.
Ende Juni 1985 begannen die Aufnahmen zur EP Warbringer, welche im September 1985 erschien und eine merklich bessere Klangqualität vorweisen konnte. Auch die EP fand die wohlwollende Zustimmung der Fachpresse.
Die Aufnahmen für ein zweites Album das im Jahr 1986 erscheinen sollte scheiterten, da Niko Arvanitis zur Heavy-Metal-Band Warlock wechselte.
Durch den Wechsel von Arvanitis wurde die Band schwer getroffen, zumal Gitarrist Wolla Böhm Stormwind ebenfalls verließ und erst bei Darxon und dann bei U.D.O. spielte.
Gegen Ende 2002 überarbeitete Niko Arvanitis die Aufnahmen zum nie veröffentlichten zweiten Album nochmals und fügte ihnen die bis dato fehlenden Gitarren-Soli zu.

## Diskografie
- 1985: Taken by Storm (LP, Wishbone Rec.)
- 1985: Warbringer (12″-EP, Wishbone Rec.)